# Podregion Kajaani
Podregion Kajaani (fiń. Kajaanin seutukunta) – jeden z dwóch podregionów, na które podzielony jest region Kainuu w Finlandii. W 2022 roku zamieszkany przez 50 925 osób.
W skład podregionu wchodzą gminy:
- Kajaani
- Paltamo
- Ristijärvi
- Sotkamo

Do 2016 roku częścią podregionu była również gmina Vaala, jednak od 1 stycznia 2016 stała się częścią regionu Ostrobotnia Północna.